# Ablauffolge
Die Ablauffolge (englisch sequence of operations) ist im Arbeitsstudium und in der Produktionswirtschaft die Reihenfolge einzelner Arbeitsvorgänge, wie sie sich aus technischen, physikalischen oder wirtschaftlichen Gründen ergibt.

## Allgemeines
Mit der Ablauffolge muss sich zentral die Ablauforganisation und Ablaufplanung befassen. Dabei umfasst ein Produktions- und Arbeitsprozess eine Vielzahl von Aufgaben, die in einer vorgegebenen Ablauffolge zu erledigen sind. Sämtliche Arbeitsabläufe sind in einer vorgegebenen Ablauffolge abzuarbeiten.
Die REFA bezeichnet die Reihenfolge und die Zahl der Ablaufabschnitte, die in einer Ablaufanalyse festgestellt werden, mit Ablauffolge.

## Arten
Es gibt nicht-variable (standardisierte) und variable (flexible) Ablauffolgen, je nachdem, ob alternative Produktionsroutings bestehen oder nicht. In der chemischen Industrie ist eher eine nicht-variable Ablauffolge vorzufinden, weil aufgrund chemischer Gegebenheiten die Grundstoffe beispielsweise zuerst filtriert und erst dann zentrifugiert werden können. Bei einer variablen Ablauffolge besteht dagegen die Möglichkeit, Arbeitsvorgänge untereinander zu tauschen, ohne dass sich dies auf das Endprodukt auswirkt. Die Fließbandfertigung stellt eine technisch zwangsläufige Ablauffolge an mehreren hintereinander liegenden Arbeitsplätzen dar. Bei der standardisierten Ablauffolge spricht man auch von Routineprozessen. Bei flexiblen Ablauffolgen ist nicht deren Reihenfolge, sondern einzig die vollständige Ausführung aller Ablauffolgen erforderlich.
Ad-hoc-Workflows sind unstrukturierte Prozessschritte, deren Ablauffolge sich nicht vorab bestimmen lässt. Bei ad-hoc-Workflows legt der Bearbeiter einer Workflow-Instanz den nachfolgenden Bearbeiter in eigener Verantwortung fest.

## Wirtschaftliche Aspekte
Alle Ablauffolgen zusammen ergeben durch die Fertigung eines Produktes eine Wertschöpfung, wobei das Workflow-Management die Ablauffolgen steuert. Ein Geschäftsprozess ist eine logisch zusammenhängende Kette von Aufgaben, die in einer vorgegebenen Ablauffolge zu erledigen und auf das Erreichen eines bestimmten Unternehmensziels ausgerichtet sind. Das gilt entsprechend für den Arbeits-, Führungs-, Management- und Produktionsprozess.
Die Ablauffolge ist Auswahlkriterium für den bei einer Zeitstudie einzusetzenden Zeitaufnahmebogen oder die auszuwählende Aufnahmesystematik.